# Мужская сборная Швейцарии по водному поло
Мужская сборная Швейцарии по водному поло — национальная ватерпольная команда, представляющая Швейцарию на международной арене. Управляющей организацией является Ассоциация плавания Швейцарии (нем. Schweizerischer Schwimmverband, Swiss Aquatics).

## Результаты выступлений

### Олимпийские игры
| Год        | Место          | И              | В              | Н              | П              | ГЗ             | ГП             | +/-            |
| ---------- | -------------- | -------------- | -------------- | -------------- | -------------- | -------------- | -------------- | -------------- |
| 1900—1912  | не участвовали | не участвовали | не участвовали | не участвовали | не участвовали | не участвовали | не участвовали | не участвовали |
| 1920       | 11             | 1              | 0              | 0              | 1              | 0              | 11             | -11            |
| 1924       | 12             | 1              | 0              | 0              | 1              | 0              | 7              | -7             |
| 1928       | 12             | 1              | 0              | 0              | 1              | 1              | 11             | -10            |
| 1932       | не участвовали | не участвовали | не участвовали | не участвовали | не участвовали | не участвовали | не участвовали | не участвовали |
| 1936       | 12             | 3              | 1              | 0              | 2              | 7              | 16             | -9             |
| 1948       | 14             | 2              | 0              | 0              | 2              | 2              | 11             | -9             |
| 1952—н. в. | не участвовали | не участвовали | не участвовали | не участвовали | не участвовали | не участвовали | не участвовали | не участвовали |

### Чемпионаты Европы
| Место      | И              | В              | Н              | П              | ГЗ             | ГП             | +/-            |                |
| ---------- | -------------- | -------------- | -------------- | -------------- | -------------- | -------------- | -------------- | -------------- |
| 1926—1947  | не участвовали | не участвовали | не участвовали | не участвовали | не участвовали | не участвовали | не участвовали | не участвовали |
| 1950       | 7              | 6              | 0              | 0              | 6              | 17             | 77             | -60            |
| 1954—н. в. | не участвовали | не участвовали | не участвовали | не участвовали | не участвовали | не участвовали | не участвовали | не участвовали |